# Hands to Myself
"Hands to Myself" là bài hát của nữ ca sĩ Hoa Kỳ Selena Gomez cho album phòng thu thứ hai của cô Revival (2015). Bài hát được viết bởi Justin Tranter, Julia Michaels, và sản xuất bởi Mattman & Robin và Max Martin. Là một bản upbeat, dance-pop và synthpop ảnh hưởng bởi những bài hát của Prince, "Hands to Myself" bao gồm âm thành gõ phím nhẹ và một chút dark guitar. Gomez đã kéo dài cả hai âm vực và làm giảm nó đến một mức độ chỉ trên một tiếng thì thầm với sự cắt bớt âm. Về phần lời bài hát, ca khúc là một câu chuyện kép.

## Ý kiến phê bình

### Danh sách cuối năm
| Nguồn                | Danh sách                                      | Vị trí |
| -------------------- | ---------------------------------------------- | ------ |
| Complex              | Những bài hát hay nhất năm 2015                | 50     |
| Rolling Stone        | 25 bài hát hay nhất năm 2015 của Rob Sheffield | 15     |
| Spin                 | 101 bài hát hay nhất năm 2015                  | 92     |
| The Arizona Republic | 30 bài hát hay nhất năm 2015                   | 30     |
| The Fader            | 107 bài hát hay nhất năm 2015                  | 103    |

## Diễn biến xếp hạng
"Hands to Myself" ở đầu tại vị trí số 77 trên bảng xếp hạng Billboard Hot 100 cuối cùng của năm 2015. Tuần tiếp theo bài hát đã leo lên vị trí số 62.

## Xếp hạng
| Bảng xếp hạng (2016)                      | Vị trí cao nhất |
| ----------------------------------------- | --------------- |
| Úc (ARIA)                                 | 13              |
| Áo (Ö3 Austria Top 40)                    | 37              |
| Bỉ (Ultratop 50 Flanders)                 | 50              |
| Bỉ (Ultratop 50 Wallonia)                 | 46              |
| Canada (Canadian Hot 100)                 | 5               |
| Canada CHR/Top 40 (Billboard)             | 4               |
| Cộng hòa Séc (Rádio Top 100)              | 40              |
| Cộng hòa Séc (Singles Digitál Top 100)    | 10              |
| Đan Mạch (Tracklisten)                    | 22              |
| Pháp (SNEP)                               | 118             |
| Đức (GfK)                                 | 52              |
| Ireland (IRMA)                            | 24              |
| Italy (FIMI)                              | 38              |
| Hà Lan (Dutch Top 40)                     | 33              |
| Hà Lan (Single Top 100)                   | 32              |
| New Zealand (Recorded Music NZ)           | 5               |
| Na Uy (VG-lista)                          | 18              |
| Bồ Đào Nha (AFP)                          | 9               |
| Scotland (OCC)                            | 8               |
| Slovakia (Singles Digitál Top 100)        | 8               |
| Nam Phi (EMA)                             | 9               |
| Thụy Điển (Sverigetopplistan)             | 20              |
| Thụy Sĩ (Schweizer Hitparade)             | 40              |
| Anh Quốc (OCC)                            | 14              |
| Hoa Kỳ Billboard Hot 100                  | 7               |
| Hoa Kỳ Adult Contemporary (Billboard)     | 26              |
| Hoa Kỳ Adult Pop Airplay (Billboard)      | 13              |
| Hoa Kỳ Dance/Mix Show Airplay (Billboard) | 15              |
| Hoa Kỳ Dance Club Songs (Billboard)       | 38              |
| Hoa Kỳ Pop Airplay (Billboard)            | 1               |
| Hoa Kỳ Rhythmic (Billboard)               | 21              |

## Chứng nhận
| Quốc gia                                                                           | Chứng nhận | Số đơn vị/doanh số chứng nhận |
| ---------------------------------------------------------------------------------- | ---------- | ----------------------------- |
| Úc (ARIA)                                                                          | Bạch kim   | 70.000‡                       |
| Canada (Music Canada)                                                              | Bạch kim   | 0*                            |
| Đan Mạch (IFPI Đan Mạch)                                                           | Vàng       | 30.000^                       |
| Ý (FIMI)                                                                           | Vàng       | 25.000‡                       |
| New Zealand (RMNZ)                                                                 | Bạch kim   | 15.000*                       |
| Thụy Điển (GLF)                                                                    | Bạch kim   | 20.000‡                       |
| Anh Quốc (BPI)                                                                     | Vàng       | 400.000‡                      |
| Hoa Kỳ (RIAA)                                                                      | Bạch kim   | 1.000.000*                    |
| * Chứng nhận dựa theo doanh số tiêu thụ. ^ Chứng nhận dựa theo doanh số nhập hàng. |            |                               |

 Kể từ tháng 5 năm 2013 các chứng nhận của RIAA đối với các đĩa đơn kĩ thuật số tính cả các lượt stream âm thanh hoặc video theo yêu cầu vào lượt download.